# Hòa Tĩnh
Hòa Tĩnh (tiếng Trung: 和静县; bính âm: Héjìng Xiàn; Uyghur: خېجىڭ ناھىيىسى‎, ULY:  Hejing Nah̡iyisi, UPNY: Xéjing Nahiyisi? là một huyện của Châu tự trị dân tộc Mông Cổ Bayin'gholin, khu tự trị Tân Cương, Trung Quốc. Hòa Tĩnh nằm ở vùng giữa phía nam của dãy Thiên Sơn.

### Trấn
- Hòa Tĩnh (和静镇)
- Ba Lôn Đài (巴仑台镇)
- Ba Nhuận Cáp Nhĩ Mạc Đôn (巴润哈尔莫墩镇)
- Cáp Nhĩ Mạc Đôn (哈尔莫墩镇)

### Hương
| - Nãi Mông Mạc Đôn (乃门莫墩乡) - Hiệp Bỉ Nãi Nhĩ Bố Hô (协比乃尔布呼乡) - Khắc Nhĩ Cổ Đề (克尔古提乡) - A Lạp Câu (阿拉沟乡) | - Ngạch Lặc Tái Đặc Ô Lỗ (额勒再特乌鲁乡) - Ba Âm Quách Lăng (巴音郭愣乡) - Ba Âm Ô Lỗ (巴音乌鲁乡) - Củng Nãi Tư Câu (巩乃斯沟乡) |